# Saint-Priest-Taurion
Saint-Priest-Taurion – miejscowość i gmina we Francji, w regionie Nowa Akwitania, w departamencie Haute-Vienne.
Według danych na rok 1990 gminę zamieszkiwało 2506 osób, a gęstość zaludnienia wynosiła 93 osoby/km² (wśród 747 gmin Limousin Saint-Priest-Taurion plasuje się na 35. miejscu pod względem liczby ludności, natomiast pod względem powierzchni na miejscu 208.).